# Igreja Paroquial do Porto Martins

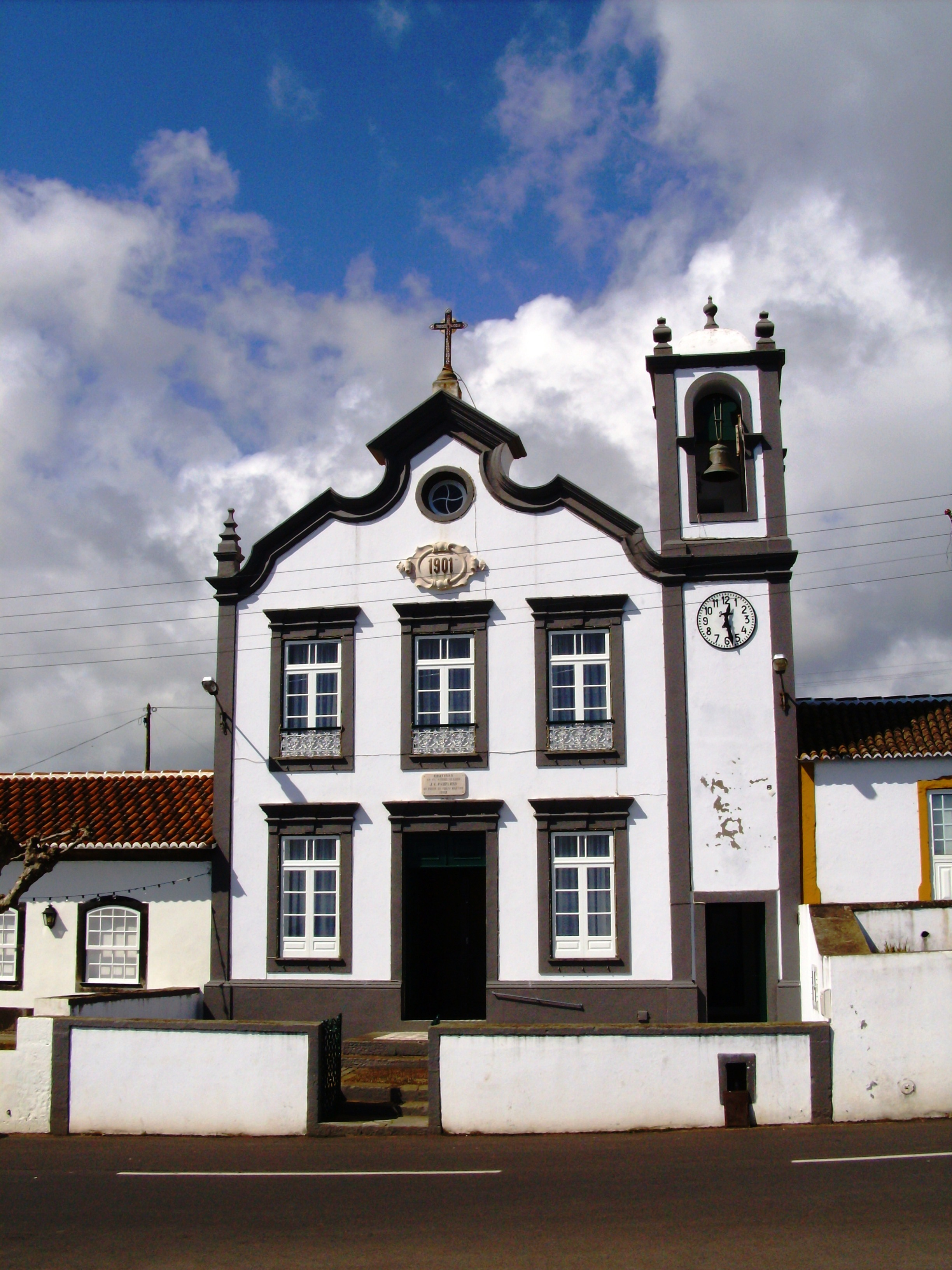
Igreja Paroquial do Porto Martins.

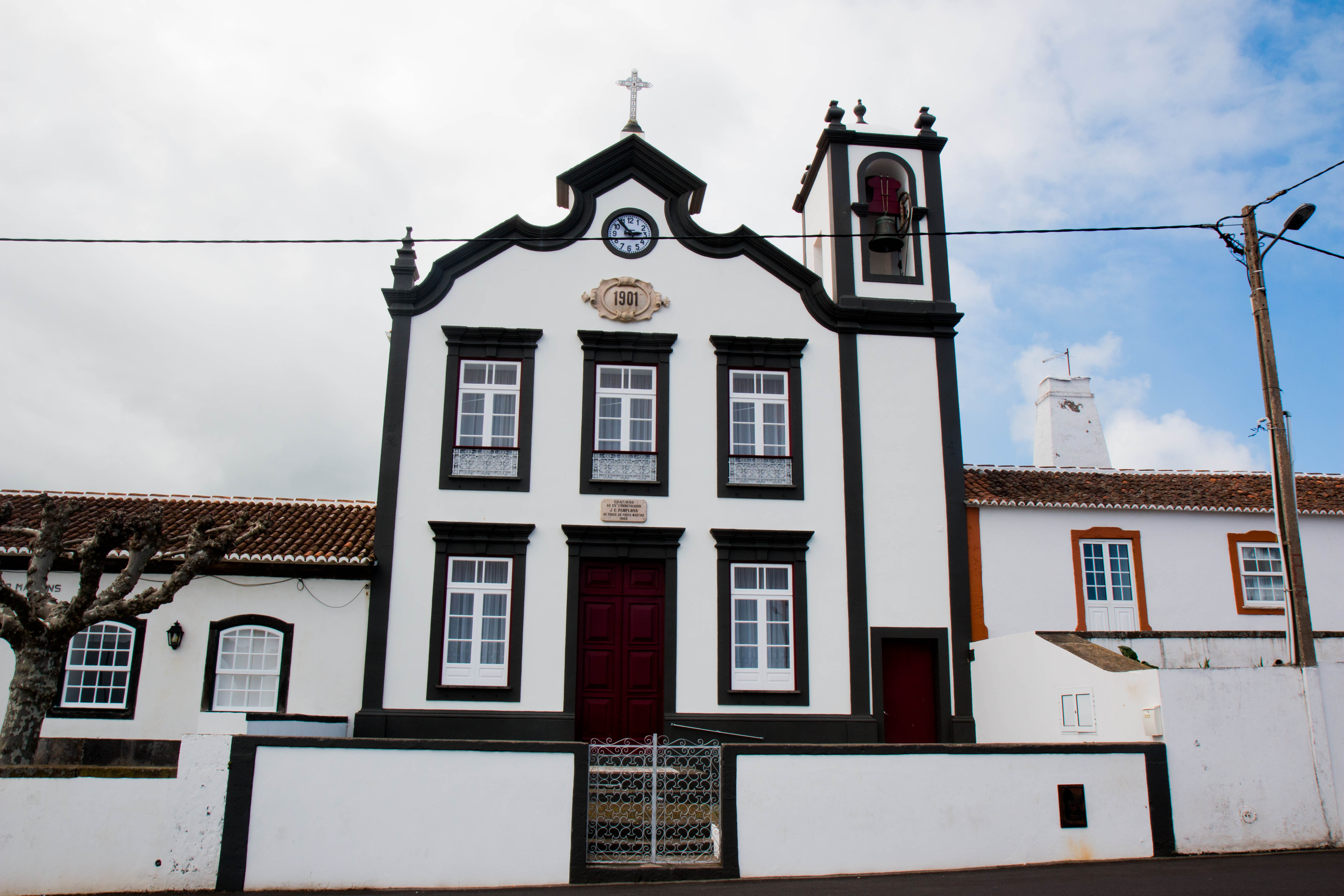
Igreja Porto Martins

A Igreja Paroquial do Porto Martins localiza-se na freguesia do Porto Martins, concelho da Praia da Vitória, na ilha Terceira, nos Açores.

## História
Originalmente ali se encontrava uma antiga ermida mandada erigir por Antónia dos Anjos Macedo, bisneta do primeiro donatário da Praia, Álvaro Martins Homem, em louvor a Santa Margarida. Esse primitivo templo dataria de século XVI, construído entre 1500 e 1550. Alienada em 1801 e em resultado de crises sísmicas ocorridas esta ermida esteve interdita ao culto. A 15 de Fevereiro de 1852, após as obras de recuperação levadas a cabo, foi novamente aberta ao culto, tendo nessa altura, o lugar do Porto Martins, sido elevado a curato. Curiosamente foram trazidas pedras e outros materiais, do extinto mosteiro das Chagas, também fundado por Antónia dos Anjos Macedo e sua irmã Apolónia, para serem usadas na recuperação e ornamentação da ermida.
Em 22 de Abril de 1901, o benfeitor Comendador José Coelho Pamplona, 1.º visconde de Porto Martim, natural da freguesia e retornado do Brasil, uma vez a ermida apresentar um avançado estado de degradação, mandou reconstruir e ampliar templo, tornando-o assim na igreja que actualmente se conhece nesta freguesia.

## Características
Este templo destaca-se pelos seus trabalhos em cantaria de pedra, rebocada a alvenaria e pintada na cor branca.
Tem uma torre sineira com acabamento em pináculo baixo.
Apresenta ainda dois altares laterais, púlpito e guarda-vento sob o coro alto.
A fachada é composta por uma porta e cinco janelas, duas no andar térreo, uma de cada lado da porta e três no andar superior. Sobre estas três janelas encontra-se um óculo sobre uma placa onde é possível ler-se a inscrição 1901.